# Аријел (сателит)
Аријел је четврти највећи од 27 познатих Уранових сателита. Аријел кружи и ротира у екваторијалној равни Урана, која је скоро нормална на орбиту Урана, па има екстремни циклус годишњих доба.
Аријел је открио Вилијам Ласел октобра 1851. а названа је по два лика из романа Александра Поупа и Вилијама Шекспира. До 2013. највећи део познатих чињеница о Аријел добијено је од једног прелета поред Урана који је обавила летелица Војаџер 2 1986, која је успела да услика око 35% површине сателита. У овом тренутку нема активних планова да се пошаље летелица да би детаљно проучила Аријел, иако се различити концепти као што су Уранови орбитери и сонде предлажу са времена на време.
Након Миранде, Аријел је други најмањи од Уранових пет главних заобљених сателита, и други најближи својој планети. Аријел је међу најмањима од 19 познатих сферних сателита у Сунчевом систему (14. по реду). Верује се да се састоји од приближно једнаких делова леда и стеновитог материјала. Као и сви Уранови сателити, и Аријел је вероватно образован од прстена који је окруживао планету убрзо након њеног формирања, и, као и други велики сателити, вероватно је диференциран, са унутрашњим језгром од камена ког окружује ледени омотач. Аријел има сложену површину која се састоји од пространих терена прошараних кратерима, системом бразди, кањона и гребена. Површина показује знаке скорије геолошке активности него код других Уранових сателита, највероватније због плимног загревања.